# ساتین فونیکس
ساتین فونیکس (انگلیسی: Satine Phoenix؛ زاده ۲۲ مهٔ ۱۹۸۰) یک بازیگر پورنوگرافی اهل ایالات متحده آمریکا است.